# Parvulastra vivipara
Parvulastra vivipara is een zeester uit de familie Asterinidae.
De wetenschappelijke naam van de soort werd in 1969 gepubliceerd door Dartnall.